# Référendum sur l'autodétermination de l'Algérie
Cet article concerne le référendum du 8 janvier 1961. Pour celui du 1er juillet 1962, voir Référendum sur l'indépendance de l'Algérie.
Le référendum sur l'autodétermination de l'Algérie a eu lieu le 8 janvier 1961. Il ouvre la voie à une indépendance de l'Algérie.
La question posée aux Français était :

« Approuvez-vous le projet de loi soumis au peuple français par le président de la République et concernant l'autodétermination des populations algériennes et l'organisation des pouvoirs publics en Algérie avant l'autodétermination ? »

L'article 1 de ce projet de loi prévoit que, lorsque les conditions de sécurité le permettront, le destin politique de l'Algérie par rapport à la République française sera décidé par les populations algériennes. Son article 2 prévoit que, jusqu'à l'autodétermination, des décrets pris en conseil des ministres organiseront l'institution d'un organe exécutif et d'assemblées délibérantes en Algérie, et la coopération entre communautés. 
Il a été largement accepté par le peuple français. Ont voté les électeurs de la métropole, de l'Algérie (départements d'Algérie et du Sahara), mais aussi des DOM et des TOM, qui avaient à décider du sort de l'Algérie.
Lors du référendum, le président de la République était Charles de Gaulle, son Premier ministre Michel Debré. C'est le décret no 60-1299 du 8 décembre 1960 qui autorisa la soumission du projet de loi au référendum.
Le Conseil constitutionnel proclama le résultat définitif le 14 janvier 1961.

## Participation

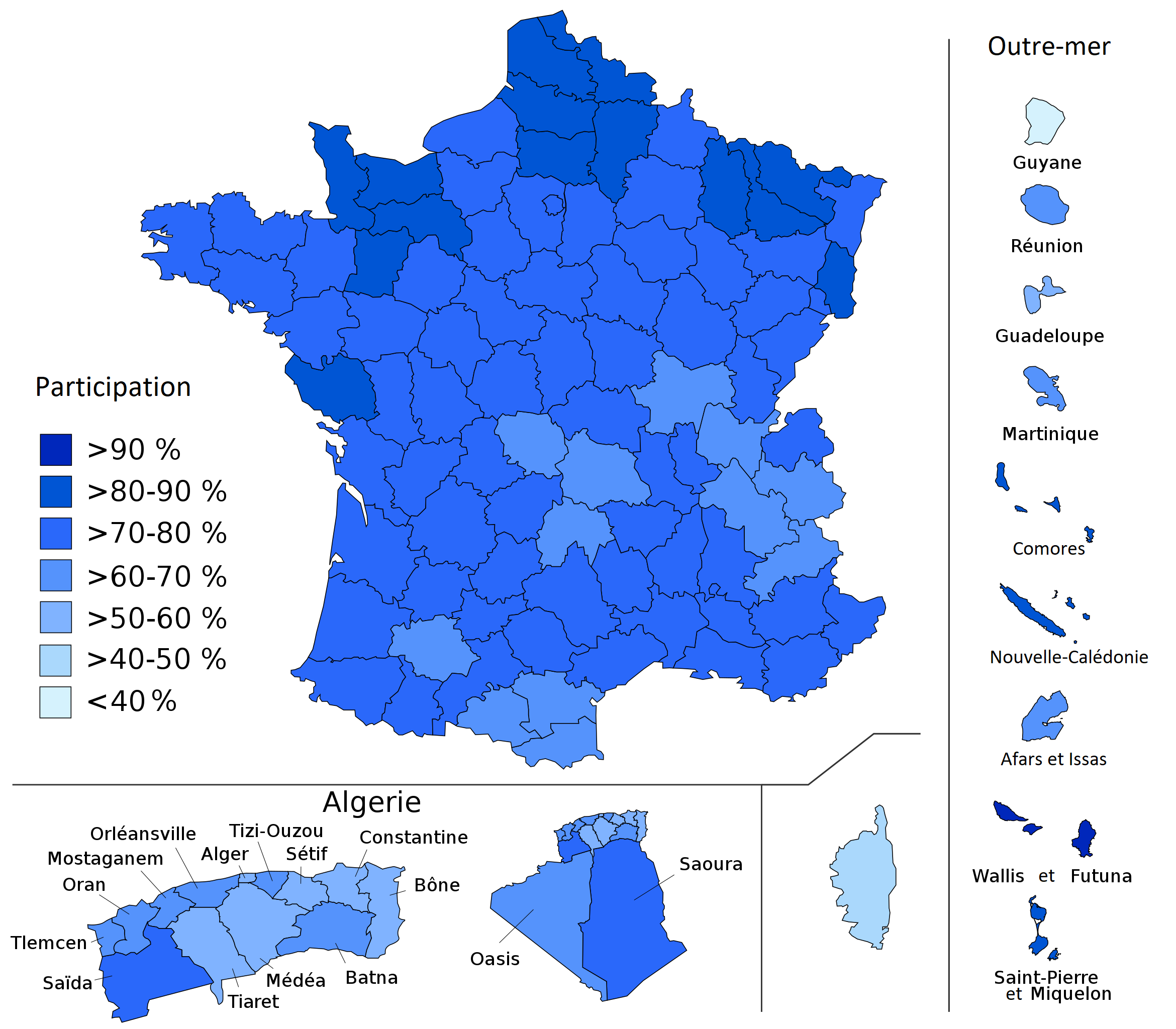
Résultats par département :
+ de 90 %
entre 80 et 90 %
entre 70 et 80 %
entre 60 et 70 %
entre 50 et 60 %
entre 50 et 60 %
- de 60 %

## Résultats
Le taux de participation est de 76 % en métropole et de 59 % en Algérie. 75 % des votants votent « oui ». Pour l'Algérie seule, 70 % votent « oui » (correspondant à 39 % des inscrits) et 30 % votent « non » (soit 17 % des inscrits).
| Choix                     | Votes      | %     |
| ------------------------- | ---------- | ----- |
| Pour                      | 17 447 669 | 74,99 |
| Contre                    | 5 817 775  | 25,01 |
|                           |            |       |
| Votes valides             | 23 265 444 | 96,99 |
| Votes blancs et invalides | 721 469    | 3,01  |
| Total                     | 23 986 913 | 100   |
| Abstentions               | 8 533 320  | 26,25 |
| Inscrits / Participation  | 32 520 233 | 73,75 |

Approuvez-vous le projet de loi soumis au peuple français par le président de la République et concernant l'autodétermination des populations algériennes et l'organisation des pouvoirs publics en Algérie avant l'autodétermination ?
| Oui : 17 447 669 (74,99 %) |  |  | Non : 5 817 775 (25,01 %) |
| ▲                          |  |  |                           |
| Majorité absolue           |  |  |                           |

### Par département

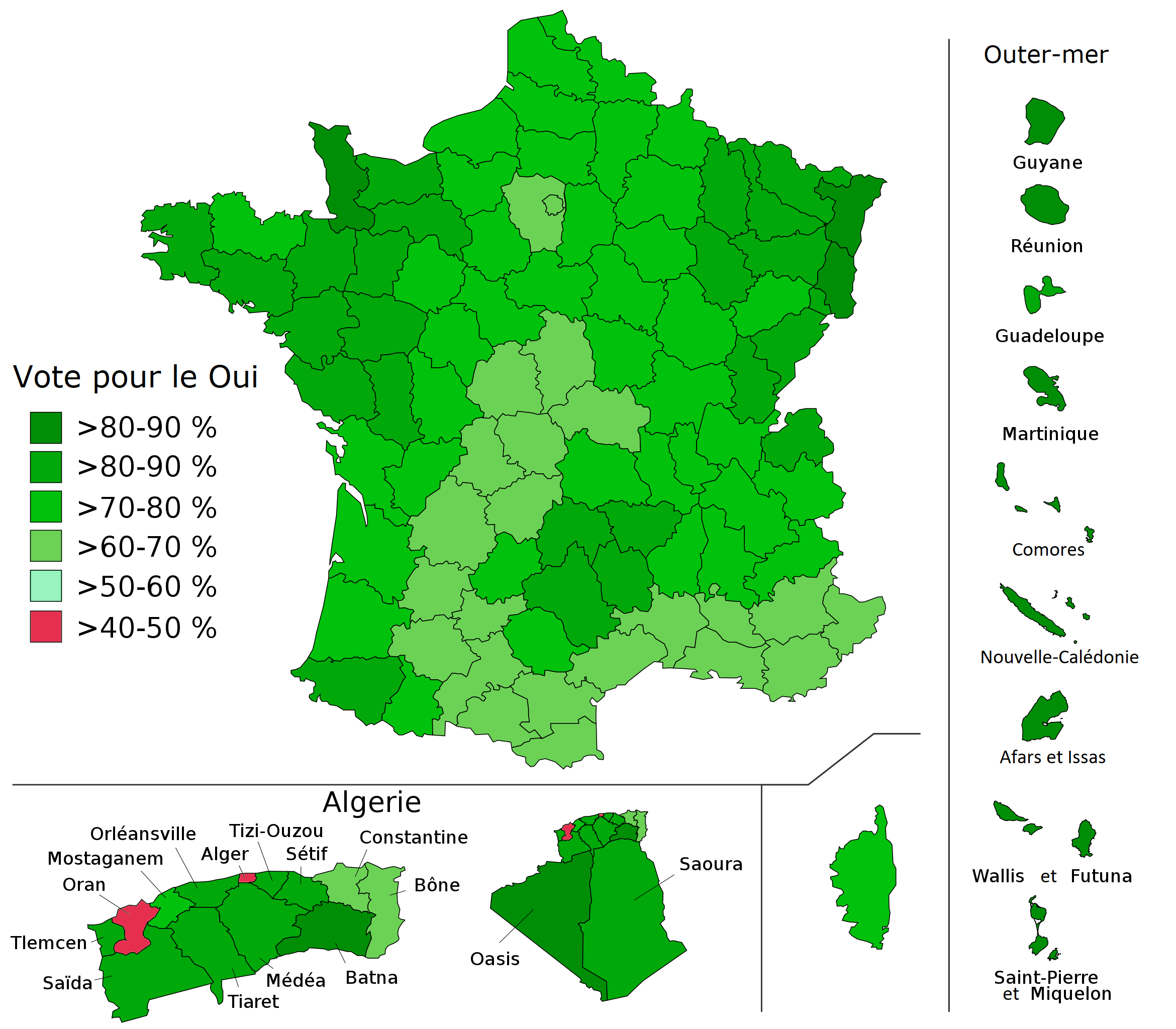
Résultats par département :
Oui (+ de 90 %)
Oui (entre 80 et 90 %)
Oui (entre 70 et 80 %)
Oui (entre 60 et 70 %)
Oui (entre 50 et 60 %)
Non (entre 50 et 60 %)